# Mora IK
Mora IK je profesionální švédský hokejový tým. Byl založen v roce 1935. Ačkoliv nyní hraje švédskou druhou nejvyšší soutěž, strávil celkem 25 sezón v nejvyšší soutěži.